# Darío Hernández Illana
Darío Hernández Illana (San Sebastián de los Reyes, provincia de Madrid, 31 de mayo de 1990) es un exciclista profesional español que militó en las filas del Burgos-BH.

## Trayectoria
Empezó como amateur en 2009 en las filas del Sanse-Spiuk y pasó a la estructura del Caja Rural amateur en 2011. Cosechó buenos resultados en categoría amateur, aunque solo obtuvo tres victorias. En 2012, aún como amateur, disputó su primera carrera profesional, la Vuelta a la Comunidad de Madrid como "invitado" dentro de la Selección de España al ser un corredor de Madrid. Al año siguiente debutó definitivamente como profesional en el Burgos-BH logrando ser octavo en el Tour de Hainan, su mejor resultado como profesional en clasificacioens generales. En 2015 fue séptimo en una etapa del Tour de Corea y aunque iba bien posicionado en la clasificación general -11.º tras acumular dos top-tens- abandonó porque su equipo se perdió y no llegaron a la salida a la hora estipulada en la tercera etapa.
En la temporada 2015 se retiró del ciclismo profesional para pasar a ser director deportivo en el Burgos-BH.

## Palmarés
No consiguió victorias como profesional.

## Equipos
- Burgos-BH (2013-2015)
  - Burgos BH-Castilla y Leon (2013)
  - Burgos-BH (2014-2015)